# Farnesylpyrophosphat
Farnesylpyrophosphat ist eine chemische Verbindung aus der Gruppe der Pyrophosphate und enthält drei Isopreneinheiten. Chemisch gesehen ist es ein Ester aus Farnesol (einem Alkohol mit drei zusätzlichen C=C-Doppelbindungen) und der Diphosphorsäure.

## Vorkommen
Farnesylpyrophosphat ist ein wichtiges Zwischenprodukt bei der Biosynthese von komplexeren Sesquiterpenen, höheren Terpenoiden und Steroiden. Es entsteht zum Beispiel im Anfangsteil des Cholesterin-Biosynthesewegs und wird auch für die Bildung von Ubichinon und Dolicholphosphat benötigt. Es spielt eine wichtige Rolle bei der posttranslationalen Modifikation von Ras-Proteinen. Mutierte Formen von Ras sind mit menschlichen Krebsformen assoziiert und werden daher in der Krebsforschung untersucht. Es ist bei der Farnesylierung von Proteinen beteiligt.
Es bildet sich mit Hilfe der Geranyl-trans-Transferase aus Geranylpyrophosphat (GPP) durch Anlagerung einer weiteren Isopreneinheit das Farnesylpyrophosphat (FPP).
Neben dem hauptsächlich vorkommenden trans-trans-Isomer, konnte in einigen Pflanzen (wie Tomaten) auch das cis-cis-Isomer nachgewiesen werden.